# セルヒオ・アラゴネセス
セルヒオ・アラゴネセス・アルメイダ（Sergio Aragoneses Almeida、1977年2月1日 - ）は、スペイン・ガリシア州オ・ポリーニョ出身の元サッカー選手。ポジションはGK。

## 経歴
セルタ・デ・ビーゴの下部組織出身。1996-97シーズンに当時セグンダ・ディビシオンBに所属していたセルタのBチームでキャリアをスタートさせるが、プリメーラ・ディビシオン初出場を記録したのは2001-02シーズンのCDテネリフェ在籍時であった。
2004年1月、アトレティコ・マドリードに移籍。加入直後、それまでチームの正GKだったヘルマン・ブルゴスからレギュラーの座を奪ってシーズン後半戦の14試合に出場した。しかし、2004-05シーズンにはサブキーパー扱いとなり、同シーズン終了後にアトレティコ・マドリードを退団した。
2003年以来の2008年から2014年にかけて在籍したCDテネリフェでは、およそ4シーズンにわたってクラブの正GKを務めたが、クラブはプリメーラにいた2009-10シーズンから毎シーズン降格を続け、2011-12シーズンにはセグンダ・ディビシオンBまで降格した。
2013-14シーズン終了後、カディスCFでプロ選手としてのキャリアを終えるが、2014-15シーズンのみ、アマチュア選手としてCDマリノで現役を続行した。

## 人物
2005年、年内に2ヶ所の癌が発覚したが、いずれも完治した。

## 個人成績
- キャリア通算 - 449試合0得点[3]
  - プリメーラ・ディビシオン - 87試合0得点
  - セグンダ・ディビシオン - 180試合0得点
  - セグンダ・ディビシオンB - 137試合0得点

- プロ初出場 - 2000年9月2日 セグンダ・ディビシオン アルバセテ・バロンピエ戦